# Subways of Your Mind
Subways of Your Mind est une chanson new wave de 1984 du groupe allemand FEX. Elle est connue pour avoir fait l'objet d'une recherche sur Internet pendant dix-sept ans afin d'en identifier l'artiste original, ce qui lui a valu le surnom de chanson la plus mystérieuse d'Internet en anglais : The Most Mysterious Song on the Internet. La chanson a été composée en 1984, et une version démo fut diffusée sur la NDR cette même année, avant qu'une version studio soit publiée par le groupe sur une cassette en 1985.
La chanson a été enregistrée à partir d'une émission radio de Norddeutscher Rundfunk (NDR) à une date inconnue (supposément fin 1983 ou en 1984). À partir de 2019, cette chanson devient l'objet d'un phénomène viral sur Internet, avec une multiplication d'utilisateurs de sites tels que Reddit et Discord essayant de trouver les origines de la chanson.
En novembre 2024, la chanson est finalement identifiée comme provenant du groupe allemand FEX, basé à Kiel, et dont le véritable titre, inconnu jusqu'alors, est Subways of Your Mind. La confirmation est venue avec la publication d'un enregistrement d'une performance live de la chanson datant de 1985. En décembre 2024, Michael Hädrich et sa fille ont trouvé une cassette contenant la version démo de la chanson jouée sur la NDR en 1984, la mettant à disposition en streaming en janvier 2025, tout en notant que le master original de la chanson doit encore être retrouvé.
Subways of Your Mind est un des exemples les plus populaires de lostwave, un terme définissant des chansons dont l'artiste est inconnu.

## Histoire

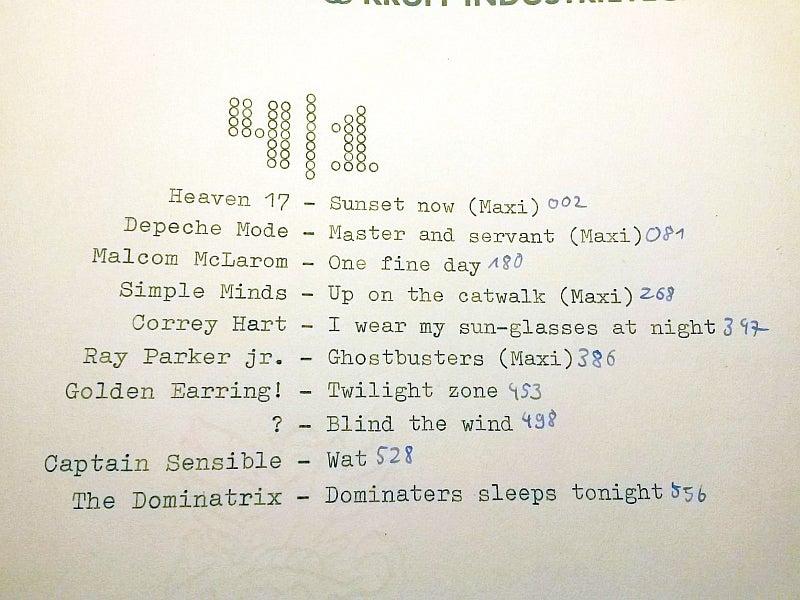
Une supposée liste de chansons sur la bande de Darius qui inclut Subways of Your Mind. À noter que son nom est ici Blind the Wind.

Selon un article du journal Rolling Stone publié en septembre 2019, un homme appelé Darius S. a enregistré la chanson « entre 1982 et 1984 », depuis une émission de radio nommée Musik Für Junge Leute (Musique pour jeunes), qu'il écoutait sur la station de radio publique allemande NDR. Darius a enregistré la chanson sur une bande étiquetée « Cassette #4 », avec des chansons de XTC et de Cure, sorties également autour de 1984. D'autres éléments montrent que cette année est la date la plus ancienne d'émission possible. Son magnétophone Technics, qu'il a probablement utilisé pour enregistrer la musique, a été fabriqué en 1984. Pour obtenir des enregistrements propres, il a volontairement coupé les présentations par l'animateur radio. C'est la raison pour laquelle la date d'émission et le nom ne sont pas connus.
En 1985, Darius a créé sa propre mixtape contenant les chansons inconnues de sa collection. La playlist avait pour titre Unknown Pleasures (Plaisirs inconnus), d'après l'album du même nom de Joy Division. En 2004, Darius numérisa ses mixtapes, sauvegardant les chansons en fichiers .aiff et .m4a. Lydia H., la sœur de Darius, finit par lui acheter un nom de domaine pour son anniversaire. Il l'a utilisé pour faire connaître sa playlist. C'est la source la plus ancienne connue de la chanson.
Le 18 mars 2007, Lydia commença à poster la chanson sur Internet, pour essayer d'identifier son artiste et son titre. Sa recherche débuta sur un groupe Usenet, puis se déplaça vers des sites musicaux. Lydia posta un extrait de la chanson sur un site allemand consacré à la synthpop des années 1980 et sur spiritofradio.ca, un site canadien qui vise à identifier les musiques envoyées par les fans.

## Paroles
Les paroles de la chanson étaient inconnues jusqu'à la ressortie officielle du morceau, et sujettes à beaucoup de débats. La faible qualité de l'audio et l'accent allemand du chanteur laissaient beaucoup de place à la spéculation.
Il existe sur YouTube de nombreux remasters de la chanson, qui en corrigent la vitesse ou la tonalité, pour pouvoir mieux comprendre le texte.
Beaucoup de théories sur le thème de la chanson ont été avancées. Selon les plus populaires, la chanson traite de la guerre froide, du communisme en  Allemagne de l'Est ou du Mur de Berlin. D'autres théories disent que le chanteur parle d'une séparation ou d'autres thèmes personnels.
Michael Hädrich expliquera après la découverte que la chanson traitait de « l'atmosphère "no future" à l'époque - rappelez-vous que c'était la Guerre Froide dans les années 80, tout le monde pensait que quelqu'un finirait par appuyer sur le bouton rouge, donc c'était cette atmosphère, et donc la chanson avait cette partie "the sun will never shine" - mais aussi "the young and restless dreamers". Donc il y avait tout de même des paroles positives qui contrastaient avec les parties mélancoliques de la chanson ».

## Phénomène Internet
Le mystère de cette chanson non identifiée gagna une grande popularité sur Internet en 2019, quand un jeune Brésilien, Gabriel da Silva Vieira, commença à chercher des indices sur son origine. Gabriel posta une partie de la chanson sur YouTube et sur plusieurs forums de Reddit consacrés à la musique (l'audio provenant des publications de Lydia sur SpiritOfRadio).
Après la publication de la vidéo, u/foreveranemptybliss créa un sujet sur le subreddit r/Germany à propos de la chanson. Puis, u/johnnymetoo publia pour la première fois la chanson dans son entièreté, qu'il a obtenu par l'un des posts de Lydia sur Usenet. Depuis, de nombreux contacts ont été établis pour faire avancer les recherches. Notamment, Paul Baskerville, un des DJ de l'émission d'où la chanson a été enregistrée ; la GEMA, organisation gouvernementale allemande vouée à la propriété intellectuelle ; et une chaîne YouTube appelée « 80zforever », compilant un grand nombre de vidéos de musiques peu connues. Un serveur Discord destiné à la recherche des artistes a également été mis en place.
Le 10 juillet 2020, l'utilisateur de Reddit u/FlexxonMobil posta sur le site la liste complète des chansons diffusées par Paul Baskerville pendant Musik Für Junge Leute en 1984. Cependant, après vérification, il s'avéra que la chanson ne figurait pas dans la liste : Baskerville ne pouvait donc pas être le DJ qui l'avait diffusée. Depuis, u/FlexxonMobil a contacté les archivistes de la NDR, pour trouver les listes de chansons des années 1983 et 1984, et attend une réponse (octobre 2020).

## Découverte
Le 18 juillet 2024, les membres du subreddit consacré à la chanson découvrent l'existence d'un festival musical allemand appelé Hörfest, organisé par la NDR et visant à promouvoir de nouveaux groupes. L'événement a eu lieu en septembre 1984, ce qui correspond à la date probable d'enregistrement de la chanson.
Fin octobre de la même année, l'utilisateur Reddit u/marijn1412 découvre un vieil article du journal allemand Nordwest-Zeitung parlant d'un groupe de Kiel, en Allemagne, appelé FEX, qui a remporté un concours de talents à Brême en 1984. Marjin a reconnu l'un des membres du groupe, Michael Hädrich, comme ayant été dans le groupe Phret qui a joué au Hörfest 1983.
Après avoir contacté Hädrich et lui avoir demandé des chansons qu'ils avaient enregistrées avec FEX, celui-ci lui envoie notamment trois chansons provenant d'une cassette du groupe, contenant un fichier appelé Subways of Your Mind, qui s'est révélée être une version complète de la chanson recherchée. Le groupe a également enregistré la chanson dans la base de données musicales de la GEMA et a envoyé à l'utilisateur Discord damn peggy une version live enregistrée au Roxi Paderborn le 25 mai 1985, confirmant l'authenticité de l'enregistrement.
Le 7 novembre 2024, les anciens membres de FEX sont invités à se réunir aux studios de la NDR, où le morceau est interprété en direct vers 15 h 30. Un extrait vidéo de la performance est ensuite diffusé à la télévision allemande dans la soirée. Aux alentours de 23 h 30 dans un post Reddit, Lydia confirme la parenté de la chanson, après avoir eu une discussion avec les membres du groupe.

## Personnel
- Ture Rückwardt - compositeur, chant, guitare[19]
- Norbert Ziermann - basse (version studio de la cassette)[19]
- Michael Hädrich - clavier, chant, guitare[19]
- Hans-Reimer Sievers - batterie[19]
- Volker Schenk - basse (version démo NDR)[20]
- Jörg Lemcke - basse (version de la salle de répétition)[21]

## Sources
- Tanja Reeve, « Die Jagd nach dem Most Mysterious Song on the Internet », sur Braunschweiger Zeitung, 30 mai 2020 (consulté le 3 juillet 2020)
- David Browne, « The Unsolved Case of the Most Mysterious Song on the Internet », sur Rolling Stone, 24 septembre 2019 (consulté le 23 novembre 2019)
- Sam Kim, « What is 'The Most Mysterious Song on the Internet'? », sur Public Radio International, 26 septembre 2019 (consulté le 23 novembre 2019)